# Patrick Stump
Patrick Martin Stumph (nascido em Evanston, Illinois, em 27 de abril de 1984), conhecido profissionalmente como Patrick Vaughn Stump, é um músico, cantor e compositor estadunidense. Ele é o vocalista principal e guitarrista rítmico da banda de rock Fall Out Boy, original de Wilmette, Illinois.
Seu trabalho solo foi descrito como "infusão de funk e R&B", enquanto a Billboard descreveu ele como "uma das melhores vozes do pop punk". O Fall Out Boy alcançou quatro singles no top 10 das músicas mais ouvidas da Billboard Hot 100  e quatro álbuns mais ouvidos da Billboard 200, primeiro com Infinity on High (2007), seguido e incluindo Save Rock and Roll (2013), American Beauty/American Psycho (2015), e Mania (2018). Com Pete Wentz, Stump fundou o selo de gravadora DCD2 Records em 2005, através do qual ele assinou e trabalhou na produção de atos musicais como Cobra Starship, Gym Class Heroes, e Panic! at the Disco.
Depois do hiatus do Fall Out Boy em 2009, Stump lançou seu álbum solo Soul Punk, em 18nde outubro de 2011. Foi precedido pelo EP, Truant Wave (2011). Ele entrou em turnê nos Estados Unidos e Europa. A banda retornou do hiato em fevereiro de 013 wcom o álbum Save Rock and Roll, e o EP PAX AM Days (2013).
Ele é filho de David Stumph, um cantor de folk, e Patricia Vaughn. Tem uma irmã mais velha chamada Megan e irmão violinista mais velho chamado Kevin.

## Começo da vida
Stump nasceu em Evanston (Illinois), filho de David, um cantor de folk, e Patricia (sobrenome de solteira Vaughn) Stumph, uma contadora. Ele é o mais novo de três filhos. Ele cresceu em Glenview, Condado de Cook, em Illinois, e frequentou a escola Glenbrook South High School. Seus pais se divorciaram quando ele tinha oito anos de idade. Ele foi criado como católico.
Ele cresceu com uma paixão por música, contando mais tarde, "Eu estava sempre tocando música... Isso sempre esteve meio que presente." Ele originalmente tocava bateria em várias bandas de power violence e hardcore punk da cena local de Chicago, incluindo Public Display Of Infection, Xgrinding processX, Patterson, e, por dois shows, Arma Angelus. Seus ídolos musicais enquanto crescia incluíam Michael Jackson, Elvis Costello, Tom Waits e Nat King Cole.

## Carreira

### Fall Out Boy (2001–2009; 2013–presente)
Em 2001, Patrick co-fundou o Fall Out Boy com o guitarrista Joe Trohman e Pete Wentz. Joe Trohman, o guitarrista que fundou Fall Out Boy,  conheceu Stump por terem um interesse musical mútuo, e introduziu Stump ao baixista Pete Wentz. Depois de fazer uma audição como baterista, Stump se tornou o vocalista principal e depois o guitarrista da banda. Trohman e Stump trocaram a guitarra principal e rítmica em sessões de gravação e nos shows ao vivo, ainda que Stump veja a ele mesmo mais como guitarrista por causa do seu background como baterista.
Antes de ser o vocalista do Fall Out Boy, Patrick exerceu a função de baterista, mas o seu talento nos vocais foi descoberto, todavia, ele não tinha experiência como vocalista. Originalmente, Stump era somente o vocalista, mas depois da saída de dois membros seguinte ao lançamento de Fall Out Boy's Evening Out with Your Girlfriend, ele também começa a tocar guitarra na banda. Neste ponto, o baterista Andy Hurley, chegou na banda.
O primeiro álbum da banda, o Fall Out Boy's Evening Out with Your Girlfriend, foi lançado em 2003 pelo selo Uprising Records, embora eles deixaram o selo para assinar com a Fueled By Ramen. Então, lançaram o Take This to Your Grave em maio de 2003, o seu segundo álbum, o qual os ajudou a ganhar fãs e algum sucesso.
Em 2003, Patrick e seus colegas de banda assinaram um contrato com a Island Records e lançaram o seu EP acústico My Heart Will Always Be the B-Side to My Tongue e um DVD em 2004. Este foi seguido do seu segundo álbum de estúdio, o From Under The Cork Tree.
No Fall Out Boy, Patrick compõe a maioria das músicas para a banda, enquanto o Pete compõe a maioria das letras.
| “ | Eu acho que o Patrick é gênio um musical, ele é um cientista maluco. | ” |
|   | — Joe Trohman, Patrick Stump.                                        |   |

Como produtor, ele trabalhou com o The Hush Sound no Like Vines e Gym Class Heroes no álbum As Cruel As School Children. Patrick também produziu o álbum ¡Viva La Cobra! do Cobra Starship. Produziu Rising Down, do The Roots. Também produziu uma faixa chamada Little Weapon do álbum The Cool do Lupe Fiasco, e várias faixas em No Introduction do rapper Tyga. Recentemente, produziu um remix de Little Things, do Good Charlotte, para uma coletânea de remixes da banda.
No final de 2008, Patrick fecha contrato com a gretsch guitars para lançar seu "signature model", intitulado até então de stump-o-matic. Trata-se de uma guitarra estilo corvette vintage, com captação tripla (três hum buckers) e cor cinza prata (silver gibson) fazendo alusão a sua guitarra favorita, uma gibson SG G - 400 silver edition.
Além de produzir álbuns, Stump também já fez remixes de várias faixas para trilhas sonoras e lançamentos especiais. Incluindo um remix de "Queen Of Apology" para a trilha sonora de The Sounds on the Snakes on a Plane, um remix de Sugar, We're Goin Down numa edição especial do From Under The Cork Tree e "Pace Yourself" para o The Higher no álbum On Fire.
Foi um dos cantores que atuaram no single da coca-cola "Open the happiness!" Junto com outros cantores de sucesso tais quais: Brendon Urie, Cee Lo Green, Travis Mccoy.
Em fevereiro de 2011, lançou seu EP Truant Wave, que contém seis músicas anteriormente divulgadas pelo cantor e uma delas, "Spotlight (Oh! Nostalgia)", foi escolhida pelos fãs numa enquete online feita pelo próprio Patrick Stump.
E em outubro do mesmo ano, lançou seu primeiro álbum solo: Soul Punk, com participação de Lupe Fiasco na música "This City".